# Carl Gustafs väg

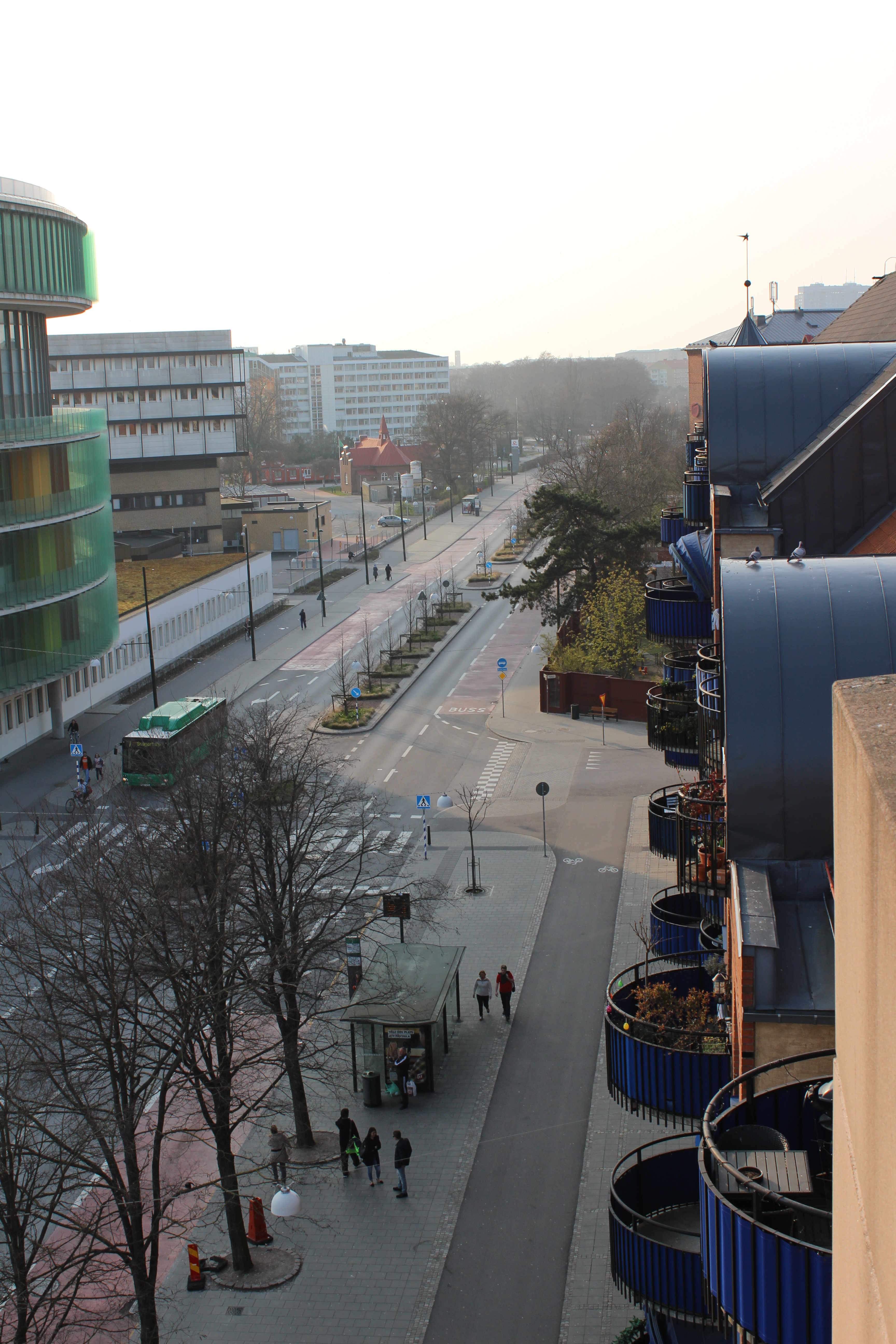
Carl Gustafs väg sedd västerut från Södra förstadsgatan. Söder om vägen (till vänster i bilden) syns en del av Allmänna sjukhusets byggnader. Den runda byggnaden i bildens vänsterkant inrymmer bland annat akutmottagningen.

Carl Gustafs väg är en genomfartsled i Malmö som sträcker sig från Regementsgatan mittför Slottsparken (egentligen Mariedalsparken) öster om  Kronprinsen till Södra Förstadsgatan vid Södervärn. Den korsar bland annat den tidigare Rönneholmsvägen, som sedan 1973 är uppdelad i Östra och Västra Rönneholmsvägen där, och Pildammsvägen.
Carl Gustafs väg namngavs 1904, men hela sträckningen färdigställdes först på 1930-talet. Den är uppkallad efter den svenske kungen Karl X Gustav. Gatan följde ursprungligen Malmö–Ystads Järnvägs dåvarande sträckning genom Malmö. Efter att denna bandel lagts ned 1955 justerades Carl Gustafs vägs läge delvis 1960 (bland annat flyttades den nordligaste delen något österut för att ge plats åt Hästhagens IP).

## Referenser

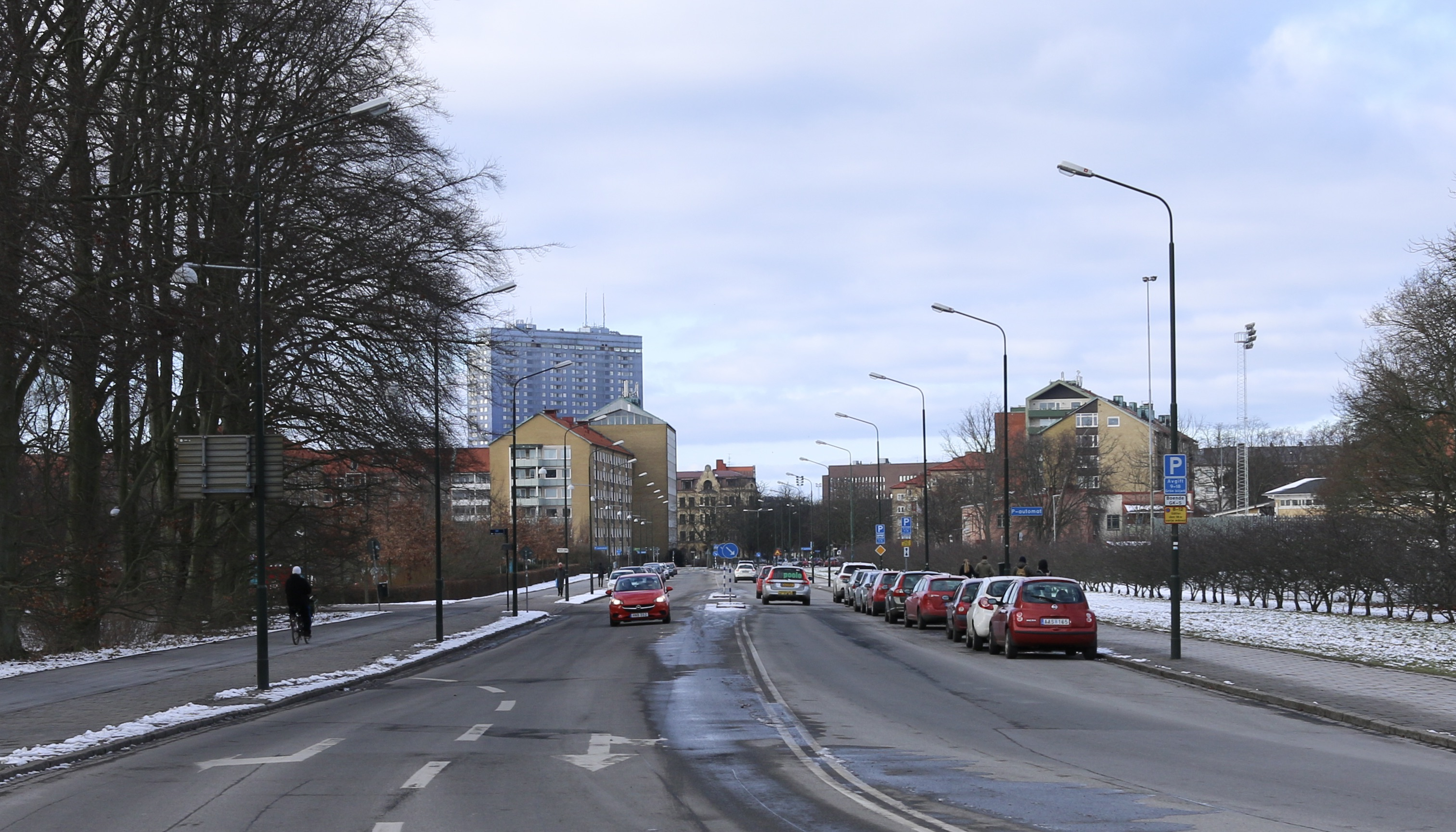
Carl Gustafs väg vid Pildammsparken.